# Fernando de Silva y Álvarez de Toledo
Fernando de Silva y Álvarez de Toledo (ou parfois en français Ferdinand de Silva Alvarez de Tolède), douzième duc d'Albe, né en 1714 et mort le 15 novembre 1776, était un général et diplomate espagnol.

## Biographie
Appartenant à la plus haute noblesse espagnole, il fut doyen du Conseil d'État espagnol, chevalier des ordres de la Toison d'or et du Saint-Esprit.
Ami de Rousseau, il fut nommé directeur de l'Académie royale espagnole le 9 avril 1754, charge qu'il occupa jusqu'à sa mort.
Il fut ambassadeur du roi d'Espagne en France auprès de Louis XV de 1746 à 1749. Il fut secrétaire d'État (sorte de Premier ministre) par intérim en 1754 (9 avril - 15 mai).

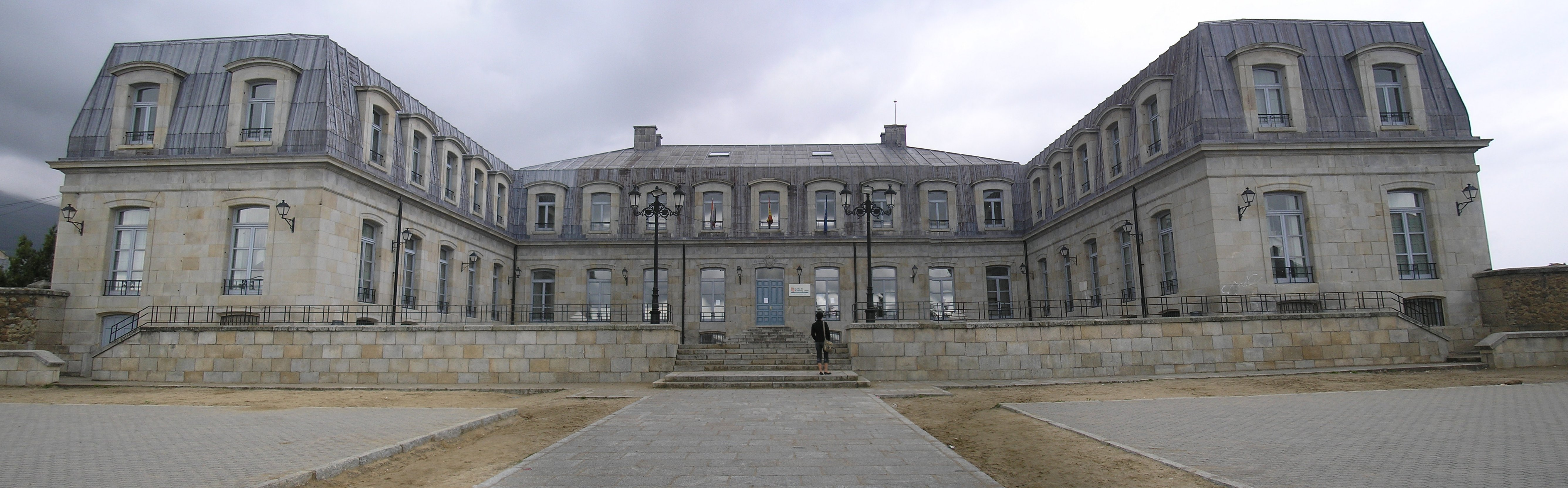
Le château des ducs d'Albe à Piedrahíta.

Le duc d'Albe fit construire par l'architecte français Jacques Marquet un château de style Louis XV à Piedrahíta, précédé d'une place d'armes et entouré d'un jardin à la française, et supervisa la construction par le même de l'hôtel des postes (Casa de correos) de Madrid sur la Puerta del Sol, aujourd'hui siège de la présidence de la communauté de Madrid.
Il avait épousé Ana María Alvarez de Toledo y de Portugal (1710-1738), fille du neuvième comte d'Oropesa. Ils eurent un fils,
Francisco de Paula de Silva Mendoza y Toledo, dixième duc de Huéscar (1733-1770), père de María Cayetana de Silva, treizième duchesse d'Albe, dont Goya a peint un célèbre portrait.

## Iconographie
Anton Raphael Mengs, Portrait de Fernando de Silva y Álvarez de Toledo, douzième duc d'Albe.